# أليكسي تشيرنوف (لاعب كرة قدم)
أليكسي تشيرنوف (بالروسية: Чернов, Алексей Александрович)‏ هو لاعب كرة قدم روسي في مركز الهجوم، ولد في 25 مارس 1974 في فولغوغراد أوبلاست في روسيا. لعب مع توم تومسك ونادي أكاديمية تولياتي لكرة القدم.